# 自由ブリヤート財団
自由ブリヤート財団（じゆうブリヤートざいだん、ロシア語: Фонд Свободная Бурятия）はロシア連邦のブリヤート共和国を対象とした人権団体である。この団体は、ロシアの少数民族が主体となって作られた最初の反戦団体である。反戦団体や人権団体としての活動以外にも、ブリヤートの自治権拡大や、ブリヤート語とブリヤートの文化の振興を支援する活動を行っている。
財団は2022年ロシアのウクライナ侵攻における動員を批判し、ブリヤート人に限らず、侵攻に参加する全ての軍人の戦線からの帰還を支援している。財団はブリヤートの分離主義を主張しておらず、ロシア連邦の構成主体として自由を目指すことを目的としている。
財団本部はアメリカ合衆国バージニア州アレクサンドリアにあり、プラハに支部が存在する。

## 概要
この財団は、ロシアのウクライナ侵攻を受けて、反戦を主張するブリヤート人やロシア国外のブリヤート人らによって2022年3月に設立された。
共同創設者の一人でジャーナリストのアレクサンドラ・ガルマザポワは、ロシア政府がウクライナ侵攻で貧しいブリヤート人を大砲の餌食にして、50万人に満たないブリヤート人の存続を危機にさらしていると述べ、またブリヤートの将来はブリヤートの人々による自由選挙で決められるべきと述べている。
財団はロシアの部分的動員を批判しており、ウクライナ侵攻を拒む軍人に対する法的支援を行ったり、良心的兵役拒否のガイドラインをソーシャルネットワーク上で公開したりしている。2022年4月末の時点でウクライナ侵攻におけるブリヤートの人々の死亡率が推計2.8%に及ぶとし、ロシア連邦内の共和国の中で最も高い数値であると推定している。財団にはほぼ毎日ウクライナで従軍している軍関係者からの問い合わせがある。財団の支援により、ブリヤート出身の軍人150人をはじめとして、2022年7月中旬時点で500人の軍人が戦場からの帰郷を果たしている。
2022年4月に始まった「ロシアの非ナチ化プロジェクト」では、ロシア連邦における人種差別や排外主義の話題を提供している。
ロシア国内では2022年7月に財団のウェブサイトが閲覧不能となった。